# Кубок НДР з футболу 1987—1988
Кубок НДР з футболу 1987—1988 — 37-й розіграш кубкового футбольного турніру в Німецькій Демократичній Республіці після закінчення Другої світової війни. У кубку взяли участь 65 команд. Переможцем кубка Німеччини вдруге стало Динамо (Берлін).

## Попередній раунд
| Команда 1       | Рахунок      | Команда 2    |
| --------------- | ------------ | ------------ |
| 1 серпня 1987   |              |              |
| Хемі (Ільменау) | 3:3 пен. 6:7 | Хемі (Губен) |

## Перший раунд
| Команда 1                     | Рахунок      | Команда 2                       |
| ----------------------------- | ------------ | ------------------------------- |
| 12 вересня 1987               |              |                                 |
| Форвертс (Дессау)             | 3:1          | Активіст Шварце Пумпе           |
| Динамо (Фюрстенвальде)        | 1:2          | Фортшрітт (Бішофсверда)         |
| Глюкауф (Зондерсгаузен)       | 1:2          | Мотор (Зуль)                    |
| Хемі Буна (Шкопау)            | 4:0          | Мотор (Бабельсберг)             |
| Вісмут (Гера)                 | 4:1          | Локомотив/Арматурен (Пренцлау)  |
| Динамо (Айслебен)             | 1:4          | Вісмут Ауе                      |
| Форвертс (Штральзунд)         | 3:2          | ІШГ Шверін                      |
| Маркклеберг                   | 1:2          | Шталь (Айзенгюттенштадт)        |
| Мотор (Нордгаузен)            | 1:3          | Динамо-2 (Берлін)               |
| Хемі (Белен)                  | 3:1          | Мотор (Людвігсфельде)           |
| Мотор (Шенебек)               | 3:2          | Хемі (Лейпціг)                  |
| Мотор (Грімма)                | 4:4 пен. 8:7 | Форвертс-2 (Франкфурт-на-Одері) |
| Шиффарт/Гафен (Росток)        | 3:2          | Пошт (Нойбранденбург)           |
| Грайфсвальд                   | 0:2          | Уніон (Берлін)                  |
| Динамо (Шверін)               | 4:1          | Карл Цейс-2                     |
| Динамо-2 (Дрезден)            | 2:1          | Форвертс (Франкфурт-на-Одері)   |
| Форвертс (Бад-Зальцунген)     | 1:2          | Мотор (Веймар)                  |
| Верітас (Віттенберге-Бреезе)  | 0:5          | Ганза                           |
| Динамо (Росток-Мітте)         | 1:4          | Магдебург                       |
| Шталь (Геннігсдорф)           | 0:2          | Ротатіон (Берлін)               |
| Мотор Зюд (Бранденбург)       | 0:3          | Шталь (Бранденбург)             |
| Магдебург-2                   | 1:1 пен. 3:4 | Активіст Калі Верра (Тіфенорт)  |
| Локомотив-2 (Лейпциг)         | 1:4          | Енергі (Котбус)                 |
| Локомотив (Цвікау)            | 2:4          | Динамо (Дрезден)                |
| Шталь (Тале)                  | 2:3          | Рот-Вайс (Ерфурт)               |
| Фортшрітт (Вайда)             | 3:0          | Шталь (Різа)                    |
| Хемі (Шведт)                  | 2:7          | Динамо (Берлін)                 |
| Функверк (Келледа)            | 1:5          | Карл Цейс                       |
| Гредіц                        | 0:4          | Локомотив (Лейпциг)             |
| Активіст (Бріске-Зенфтенберг) | 0:2          | Карл-Маркс-Штадт                |
| КВО Берлін                    | 3:3 пен. 3:4 | Хемі (Галлешер)                 |
| Хемі (Губен)                  | 0:2          | Заксенрінг (Цвікау)             |

## 1/16 фіналу
| Команда 1                      | Рахунок      | Команда 2           |
| ------------------------------ | ------------ | ------------------- |
| 31 жовтня 1987                 |              |                     |
| Фортшрітт (Бішофсверда)        | 2:1          | Вісмут (Гера)       |
| Енергі (Котбус)                | 2:0          | Хемі (Белен)        |
| Форвертс (Штральзунд)          | 0:2          | Динамо-2 (Дрезден)  |
| Заксенрінг (Цвікау)            | 0:1          | Динамо-2 (Берлін)   |
| Шталь (Айзенгюттенштадт)       | 1:4          | Динамо (Берлін)     |
| Мотор (Грімма)                 | 2:2 пен. 3:4 | Уніон (Берлін)      |
| Активіст Калі Верра (Тіфенорт) | 0:5          | Хемі (Галлешер)     |
| Динамо (Шверін)                | 0:2          | Локомотив (Лейпциг) |
| Мотор (Шенебек)                | 0:1          | Карл-Маркс-Штадт    |
| Мотор (Зуль)                   | 0:6          | Вісмут Ауе          |
| Хемі Буна (Шкопау)             | 2:4          | Ганза               |
| Форвертс (Дессау)              | 1:2          | Динамо (Дрезден)    |
| Фортшрітт (Вайда)              | 2:2 пен. 7:6 | Магдебург           |
| Шиффарт/Гафен (Росток)         | 0:4          | Шталь (Бранденбург) |
| Ротатіон (Берлін)              | 0:1          | Рот-Вайс (Ерфурт)   |
| Мотор (Веймар)                 | 1:3 дч       | Карл Цейс           |

## 1/8 фіналу
| Команда 1               | Рахунок | Команда 2           |
| ----------------------- | ------- | ------------------- |
| 28 листопада 1987       |         |                     |
| Локомотив (Лейпциг)     | 2:1     | Рот-Вайс (Ерфурт)   |
| Фортшрітт (Бішофсверда) | 2:1 дч  | Фортшрітт (Вайда)   |
| Ганза                   | 3:2     | Енергі (Котбус)     |
| Карл Цейс               | 2:1     | Динамо-2 (Дрезден)  |
| Динамо (Берлін)         | 3:2     | Динамо-2 (Берлін)   |
| Карл-Маркс-Штадт        | 1:0     | Уніон (Берлін)      |
| Вісмут Ауе              | 1:2     | Динамо (Дрезден)    |
| Хемі (Галлешер)         | 1:0     | Шталь (Бранденбург) |

## 1/4 фіналу
| Команда 1               | Рахунок | Команда 2        |
| ----------------------- | ------- | ---------------- |
| 4 травня 1988           |         |                  |
| Локомотив (Лейпциг)     | 2:1     | Хемі (Галлешер)  |
| Фортшрітт (Бішофсверда) | 0:1     | Динамо (Берлін)  |
| Ганза                   | 2:1     | Карл-Маркс-Штадт |
| Карл Цейс               | 4:0     | Динамо (Дрезден) |

## 1/2 фіналу
| Команда 1       | Рахунок      | Команда 2           |
| --------------- | ------------ | ------------------- |
| 4 травня 1988   |              |                     |
| Динамо (Берлін) | 4:0          | Ганза               |
| Карл Цейс       | 1:1 пен. 3:2 | Локомотив (Лейпциг) |

## Фінал
| 4 червня 1988 |

| Динамо (Берлін)         | 2:0 дч   | Карл Цейс |
| ----------------------- | -------- | --------- |
| Долль 112' М.Шульц 116' | Протокол |           |

| Стадіон Всесвітньої молоді, Східний Берлін Глядачів: 40 000 Арбітр: Гюнтер Зупп |